# Antihalo
Antihalo – warstwa przeciwodblaskowa (antyreflekcyjna) na błonie fotograficznej zapobiegająca powstaniu odblasków działających szkodliwie na obraz (halo świetlne) i polepsza ostrość szczególnie jasnych partii obrazu na błonie. Zwykle jest to szare lub niebieskawe zabarwienie podłoża błony (np. Fomapan 100 w wersji średnioformatowej) lub podlew z przeciwnej strony (np. Efke R50, Shanghai GP3). Zazwyczaj stosuje się podlew przeciwnej strony, który spełnia jednocześnie rolę warstwy przeciwskrętnej. Barwnik jest zmywany podczas wstępnego namaczania błony lub wywoływania, w rzadkich przypadkach w utrwalaczu. Błony odwracalne mają antyrefleksyjną warstwę z metalicznego srebra – dużo bardziej skuteczną, zmywaną podczas odbielania.
Z wyjątkiem Polypana F i Lucky SHD 100 wszystkie współcześnie produkowane błony posiadają antihalo.